# 羽多乃ナナミ
羽多乃 ナナミ（はたの ななみ、2006年8月3日 - ）は、日本の女性プロレスラー。神奈川県横浜市出身。ディアナ所属。血液型A型。

## 所属
- ワールド女子プロレス・ディアナ（2019年 - ）

## 経歴
2018年
- 11月8日、ワールド女子プロレス・ディアナ道場にて「ディアナ2019年度練習生オーディション」が行われ、基礎体力、マット運動、受け身、面接審査の結果、合格となった。

2019年
- 9月8日、ディアナ道場にてプロテストが行われ、ジャガー横田、井上京子、伊藤薫が厳しい目で審査をする中、Sareeeがパートナーとなり、基礎体力やレスラーとしての基本動作、ロープワークやスパーリングなどを行い、合格に達した。
- 10月6日、ディアナ後楽園ホール大会にて、ジャガー横田戦でリングネーム「ななみ」としてデビュー。最後はパイルドライバー→片エビ固めで敗れた。

2020年
- 3月28日、宮城野区文化センターで行われたセンダイガールズプロレスリングの「じゃじゃ馬トーナメント」に参戦。愛海に敗れ、1回戦敗退[2]。
- 8月30日、ディアナ新木場1stRING大会にて、マドレーヌに胴絞め回転からのエビ固めで初勝利を挙げた。

2021年
- 高校受験のため、7月4日の新木場大会を最後にしばらくの間休業に入る事を発表[3]。

2022年
- 3月6日、ディアナの「アミスタ大会vol.4」にて高校受験のための休業から復帰[4]。
- 3月11日、品川インターシティホールで開催されたスターダムの新設した若手大会、『NEW BLOOD 1』に参戦。 ディアナ代表として梅咲遥と組むが、スターライト・キッド、琉悪夏組に敗北[5]。
- 4月15日『後楽園ホール60周年還暦祭』に6人タッグマッチで出場[6]。
- 10月19日、スターダムの「FIBREPLEX presents NEW BLOOD 5」のセミファイナルで「God's Eye」のMIRAI、稲葉ともかと組み6人タッグに出場するが、「KARMA」に姿を変えた梅咲遥に火炎攻撃からのスリーパーホールドで敗れる。試合後、朱里にGod's Eye入りを訴え、朱里もこれを受諾。

2023年
- 1月20日、スターダムの「FIBREPLEX presents NEW BLOOD 7」から始まったNEW BLOODタッグ王座決定トーナメントに壮麗亜美とのタッグで参戦。3月25日、横浜武道館で開催された「FIBREPLEX presents NEW BLOOD Premium」での同トーナメント準決勝にて、MIRAI＆稲葉ともか組に敗北[7][8]。

2024年
- 1月6日、ディアナのフューチャーサイト・アミスタ大会で行われたW.W.W.Dクリスタル王座決定トーナメントにおいて優勝し、初代王座を戴冠[9][10]。
- 5月5日から7月14日の日程で開催されたプロレスリングWAVE主催のリーグ戦「Catch the WAVE 2024」に参戦。1勝2敗で予選ブロック敗退。
- 6月29日、吏南からの指名を受ける形で、スターダム後楽園ホール大会にてフューチャー・オブ・スターダム王座に挑戦。結果は時間切れ引き分けで、規程により吏南が防衛[11]。
- 8月11日、YMZ川崎大会にて米山香織の負傷により返上されていたトライアングルリボン王座決定戦が行われ[12]、チェリー、松澤さんとの3WAYマッチを制して第47代王座を戴冠[13]。

2025年
- 4月6日、ディアナ アミスタ大会において 3WAYタッグ形式でのW.W.W.Dタッグ選手権試合が開催され、網倉理奈とのタッグ「にじゅうまる」で挑戦。王者組の「綾華」（佐藤綾子＆中森華子）、もう一組の挑戦者組「キャプテンアームストロング」（宮崎有妃＆櫻井裕子）との3WAYマッチを制して第23代W.W.W.Dタッグ王座を戴冠[14]。
- 4月27日、「羽多乃ナナミ」へ改名[15]。
- 5月4日から7月21日の日程で開催されたプロレスリングWAVE主催のリーグ戦「Catch the WAVE 2025」に参戦。
- 8月4日、ゴキゲンプロレス川崎大会にてトライアングルリボン王座決定戦が行われ[16]、米山香織、松澤さんとの3WAYマッチを制して第54代王座を戴冠[17]。

## 得意技
ネックブリーカー
ノーザンライト・スープレックス
ダイビングボディプレス
裏投げ
ロック・ボトムに近い形
セブンスリーホールド
ダイヤル固めからブリッジで相手を押さえるフォール技。そのまま腰を落とすパターンもある。
ジャーマンスープレックス
デスバレードライバー

## タイトル歴
ワールド女子プロレス・ディアナ
- W.W.W.Dクリスタル王座 - 初代
- W.W.W.Dタッグ王座 - 第23代（w/ 網倉理奈）

アイスリボン
- トライアングルリボン王座 - 第47代、第54代

## 人物
- 趣味は読書、アニメ鑑賞。
- 好きな食べ物はハヤシライス、オムライス、チョコ、クッキー、グミ。
- 選手カラーはオレンジ色。

## 入場曲
- ブルーバード
- ORANGE STAR[1]